# Sam Brown (cantante)
Samantha Brown, más conocida como Sam Brown (Stratford, Londres, Inglaterra; 7 de octubre de 1964), es una cantante y compositora británica, hija del músico de rock and roll Joe Brown y de la cantante Vicki Brown.

## Carrera
Empezó su carrera musical a la edad de 12, cuando hizo coros para el disco 78 In The Shade de Small Faces. A los 20, ya había cantado con Steve Marriott, Sade, Spandau Ballet y Barclay James Harvest.
Firmó para A&M Records en 1986. Su canción más exitosa fue el sencillo «Stop!» (1988), incluido en el álbum homónimo ese mismo año. Otros singles salidos del álbum fueron Walking Back To Me, This Feeling y su versión de Can I Get a Witness. El álbum Stop! vendió alrededor de dos millones y medio de copias en el mundo, yéndole particularmente bien en el Reino Unido y Australia. Su segundo álbum se llamó April Moon (1990), del que salieron los siguientes sencillos: With A Little Love, Kissing Gate, Mindworks, Once In Your Life y As One.
Su tercer álbum, 43 Minutes, fue una grabación oscura, hecha en el tiempo en que su madre sufría cáncer, y su compañía discográfica no quedó contenta con el álbum, por lo que querían algunos hit potenciales para añadir a la lista de canciones del mismo. No dispuesta a comprometerse y después de una disputa contractual, Brown compró las grabaciones máster del álbum y lo editó bajo su propia discográfica, Pod Music. Inicialmente solo se distribuyeron unas pocas copias, aunque fue reeditado en 2004.
Hizo coros para el disco de Pink Floyd, The Division Bell (1994), y los acompañó en el tour respectivo. También participó en el álbum y en la gira P·U·L·S·E (1995).
En este mismo año obtuvo un pequeño éxito con un dueto con Fish, titulado Just Good Friends. En julio de 1996 tocó el órgano eléctrico en un tema del álbum de múltiples artistas, Reaching Out. En noviembre del mismo año, se embarcó en su primera gira solista junto con su padre, Joe Brown, y The Subway Soopa Stringz.
Además de su carrera como solista, ha tenido una exitosa carrera como corista y colaboradora. Ha trabajado con David Gilmour (David Gilmour in Concert [2002]), Pink Floyd, Deep Purple (Live at the Royal Albert Hall), The Firm, George Harrison y Nick Cave. También ha aparecido a menudo como parte de la Jools Holland's Rhythm and Blues Orchestra. Alcanzó cierto reconocimiento por su actuación en el concierto tributo a George Harrison, Concert for George (2002), en el que cantó "Horse to the Water".
En 1997, Brown regresó con su cuarto álbum de estudio Box , lanzado a través del sello discográfico independiente Demon Music Group.. Las pistas de este álbum incluyeron "Embrace the Darkness", "Whisper" y "I Forgive You", que fue coescrita con Maria McKee . La versión de McKee de la canción apareció originalmente en su segundo álbum, You Gotta Sin to Get Saved .
En 2000, su quinto álbum de estudio, ReBoot , fue lanzado a través de otro sello independiente, Mud Hut, al igual que el sencillo "In Light of All That's Gone Before". En 2003, Brown formó la banda Homespun con Dave Rotheray . El grupo ha lanzado tres álbumes. Brown también lanzó varias grabaciones en solitario en este período, incluido un EP , Ukulele y Voice . En 2004, Jon Lord lanzó Beyond the Notes , para el cual escribió casi todas las letras. A finales de 2006, realizó una extensa gira por el Reino Unido como invitada especial de su padre, Joe Brown. Los espectáculos también incluyeron apariciones de su hermano, Pete Brown.
En 2007, siete años después de su último álbum, Brown lanzó Of the Moment . También regresó al Top 10 de la lista de álbumes del Reino Unido en octubre de 2007, cuando "Valentine Moon" se incluyó en el exitoso álbum Best of Friends de Jools Holland .
Ese mismo año desarrolló problemas con su voz para cantar y, por razones desconocidas, no ha podido cantar de manera constante desde entonces. En una entrevista en 2013, explicó que "no puedo lograr el cierre de las cuerdas vocales y lograr el tono adecuado al mismo tiempo. Parece que hay algunos músculos que no funcionan". Después de que se encontró un quiste en sus cuerdas vocales, se lo extirparon con éxito, pero los problemas con su voz persistieron, dejándola incapaz de sostener una nota.
En busca de una ocupación musical alternativa, Brown comenzó un club de ukelele en 2010 y se expandió a varios clubes en Oxfordshire , Dorset , Londres y en línea que han seguido prosperando.
En 2021 lanzó su único álbum en vivo, Wednesday The Something Of April , una grabación de un espectáculo unipersonal de 2004 con canciones de toda su carrera. El primer álbum de estudio de Brown en quince años, Number 8 , fue lanzado en enero de 2023. Fue escrito y grabado con su antiguo colaborador Danny Schogger y hace uso del software Melodyne para ayudar a la voz de Brown. 